# Bűbáj 2. – Kiábrándulva
A Bűbáj 2.: Kiábrándulva (eredeti cím: Disenchanted) 2022-ben bemutatásra kerülő amerikai vegyes technikájú filmvígjáték, amelyet Adam Shankman rendezett. A 2007-es Bűbáj című film folytatása. A főbb szerepekben Amy Adams, Patrick Dempsey, Maya Rudolph, Idina Menzel és James Marsden látható.
Az Amerikai Egyesült Államokban és Magyarországon a Disney+ mutatta be 2022. november 18-án.

## Cselekmény
Tíz évvel a boldogság után Giselle, Robert és Morgan Manhattanből egy új házba költözik Monroeville külvárosában. A közösséget Malvina Monroe felügyeli, akinek aljas szándékai vannak a családdal. Amikor problémák merülnek fel, Giselle varázspálcával azt kívánja, hogy az életük tökéletes tündérmese legyen. A varázslat azonban visszafelé sül el, és minden kicsúszik az irányítás alól, Giselle pedig siet, hogy megmentse a családját és szülőföldjét, Andalgóciát, mielőtt az óra éjfélt üt.

## Szereplők
| Szereplő         | Színész               | Magyar hang            | Leírás                                                       |
| ---------------- | --------------------- | ---------------------- | ------------------------------------------------------------ |
| Giselle Philip   | Amy Adams             | Vágó Bernadett         | Robert felesége, Morgan mostohaanyja                         |
| Robert Philip    | Patrick Dempsey       | Czvetkó Sándor         | Giselle férje, Morgan apja                                   |
| Robert Philip    | Patrick Dempsey       | Barát Attila (ének)    | Giselle férje, Morgan apja                                   |
| Malvina Monroe   | Maya Rudolph          | Náray Erika            | Ingatlanügynök, a monroeville-i városi tanács sznob vezetője |
| Rosaleen         | Yvette Nicole Brown   | Kocsis Mariann         | Érzékeny nő, Malvina asszisztense                            |
| Ruby             | Jayma Mays            | Dögei Éva              | Ostoba nő, Malvina asszisztense                              |
| Morgan Philip    | Gabriella Baldacchino | Faluvégi Fanni         | Robert 16 éves lánya, Giselle mostohalánya                   |
| Nancy Tremaine   | Idina Menzel          | Kéri Kitty             | Edward felesége, Andalgócia királynője                       |
| Nancy Tremaine   | Idina Menzel          | Füredi Nikolett (ének) | Edward felesége, Andalgócia királynője                       |
| Edward király    | James Marsden         | Miller Zoltán          | Nancy férje, Andalgócia királya                              |
| Tyson Monroe     | Kolton Stewart        | Czető Roland           | Malvina fia                                                  |
| Edgar            | Oscar Nuñez           | Petridisz Hrisztosz    | Barista és Malvina informátora                               |
| Tyson Monroe     | Kolton Stewart        | Czető Roland           | Malvina fia, Morgan szerelme                                 |
| Pip (hangja)     | Griffin Newman        | Kerekes József         | Giselle mókus barátja                                        |
| Tekercs (hangja) | Alan Tudyk            | Vincze Gábor Péter     | Beszélő tekercs                                              |

### Magyar változat
- Magyar szöveg: Boros Karina
- Dalszöveg: Nádasi Veronika
- Hangmérnök és vágó: Bogdán Gergő
- Gyártásvezető: Rába Ildikó
- Zenei rendező: Posta Victor
- Szinkronrendező: Dobay Brigitta
- Produkciós vezető: Máhr Rita

A szinkront a Pixelogic Mediával együttműködésben az SDI Media Hungary készítette.

## A film készítése
2010 februárjában a Variety arról számolt be, hogy a Walt Disney Pictures tervezi az Bűbáj című film folytatásának elkészítését, amelynek producerei ismét Barry Josephson és Barry Sonnenfeld lesznek. A forgatókönyv megírására Jessie Nelsont, a rendezésre pedig Anne Fletchert jelölték ki. A Disney remélte, hogy az első film szereplői visszatérnek, és a filmet már 2011-ben bemutatják.
2014 júliusában a Disney felbérelte J. David Stem és David N. Weiss forgatókönyvírókat, hogy írják meg a folytatás forgatókönyvét, és Fletchert is felbérelte a film rendezésére. 2016 októberében a The Hollywood Reporter bejelentette, hogy Adam Shankman, aki jó barátja Fletchernek, tárgyalásokat kezdett a film folytatásának rendezéséről; a forgatás a tervek szerint 2017 nyarán kezdődik. 2018 januárjában Shankman kijelentette, hogy a folytatás forgatókönyve néhány héten belül elkészül, a következő lépés pedig a zene megírása lesz.
2019. május 21-én Menken elmondta, hogy a filmnek addigra még nem adott zöld utat a Disney, mivel az írók még mindig "próbálják rendbe tenni a forgatókönyvet." 2020. február 28-án Schwartz elmondta, hogy Londonban megbeszélések zajlottak a filmről, és elárulta, hogy Shankman is a film írója lesz.
2020 decemberében, a Disney befektetői napján a Disney Studios produkciós elnöke, Sean Bailey hivatalosan is bejelentette a folytatást.

### Forgatás
A forgatás eredetiség 2021. május 3-án kezdődött volna Los Angelesben. 2021. április 23-án bejelentették, hogy a forgatás nyáron kezdődik Írországban, és augusztusban fejeződik be. 2021. május 1-jén a filmet részben Enniskerry-ben forgatnák, ahol 2021. május 1-jén már épült a díszlet, míg a többi várható helyszín Wicklow és Dublin. 2021. május 6-án Adams megerősítette az Instagramon, hogy megérkezett Írországba, hogy megkezdje a film forgatását. 2021. május 17-én hivatalosan is elkezdődött a forgatás. 2021. július 22-én fejeződött be az írországi forgatás.
2022. március 28-án Buckinghamshire-ben folytak az újbóli forgatások, mivel a tesztvetítésen vegyes volt a fogadtatás. A forgatások New Yorkban is zajlottak, és áprilisban fejeződtek be.